# Français de papier
Français de papier est une expression controversée, souvent opposée à Français de souche. Elle désigne les personnes ayant récemment acquis la nationalité française, c'est-à-dire immigrés ou descendants d'immigrés, lorsque leur volonté de s'intégrer ou de s'assimiler à la culture française est mise en cause.

## Définition
L'expression «Français de papier» est généralement opposée à l'expression identitaire « Français de souche » désignant, parmi les personnes de nationalité française, celles qui selon la définition ethnique, le droit du sang et l'appartenance linguistique et culturelle, formeraient un groupe ethnique européen indigène en France, sans ascendance étrangère. Le journal français le Monde, qualifie quand à lui cette expression de xénophobe. Dans un contexte polémique, l'opposition entre « Français de papier » et « Français de souche » sert à mettre en cause la notion de « citoyens de la France formant un seul ensemble », définie par la constitution de la France, le droit du sol et le droit international, qui ne discrimine pas les citoyens d'après l'origine de leur nationalité française (par naissance ou par naturalisation), leur lieu de naissance, leur langue maternelle, leurs origines et traditions culturelles.
« Français de papier » servait, dans l'entre-deux-guerres, à désigner les nouveaux naturalisés, notamment juifs, par les courants nationalistes et d'extrême droite, en particulier l'Action française : cette catégorisation entraîna pendant le Seconde Guerre mondiale les politiques de dénaturalisation du régime de Vichy et, après-guerre, les propositions du Front national visant à supprimer toute notion de droit du sol dans le droit français.
Selon le journaliste Alain Gresh, « Français de papier » est également une expression employée par les fonctionnaires de l'administration française chargés des naturalisations. Pour le sociologue Geoffroy de Lagasnerie ces fonctionnaires définissent comme de futurs « Français de papier » les étrangers « qui souhaitent devenir citoyens français pour des motifs instrumentaux : les aides sociales, le niveau de vie, la facilité de voyager, etc.), sans manifester un attachement sincère à leur pays d’accueil, sans se sentir honorés à l’idée d’intégrer la communauté nationale. »
Elle est reprise par Jean-Marie Le Pen en 1995,.

## Controverses
Pour le chercheur Jean-Yves Camus, cette notion est liée à la thèse d’extrême droite du « grand remplacement » dont l'une des idées principales est « qu'une partie de la population française n'est pas vraiment française. Ce ne seraient des Français que sur le papier ». Pour Christophe Dumont, chef de la division des migrations internationales à l'OCDE, il est fallacieux de faire l'amalgame entre les immigrés et leurs enfants dont une partie provient d'unions mixtes et qui « sont Français et ont été éduqués à l'école de la République. »
Selon Renaud Dély, directeur de rédaction au Nouvel Observateur, le concept est repris par Nicolas Sarkozy lors de son discours de Grenoble quand il évoque qu'« il est quand même invraisemblable que des jeunes gens de la deuxième, voire de la troisième génération, se sentent moins Français que leurs parents ou leurs grands-parents.» Pour lui ce concept de « Français de Papier » et de « Cinquième colonne » qui vient de Patrick Buisson montre le rapprochement sur certaines idées sécuritaires et migratoires du Front national et de l'UMP.
Jean-Christophe Cambadélis, premier secrétaire du Parti socialiste, considère que le projet entre autres du FN d'« exiger que « les Français de souche » soient mieux traités que les « Français de papier » (en terme d'accès à l'emploi, aux prestations sociales...), c'est créer les conditions d'une guerre civile entre les communautés ». Selon lui c'est un phénomène nouveau de créer deux catégories de Français, créant « un régime qui n’est pas national-socialiste tel qu’il existait dans les années 1930 mais c’est un régime d’apartheid ».
Lors de son premier grand meeting en tant que candidate Les Républicains pour l’élection présidentielle 2022, Valérie Pécresse fait réagir en employant ce terme dans les premières minutes de son allocution,,
Bruno Retailleau, alors président des sénateurs du parti Les Républicains, a apporté son soutien à Valérie Pécresse après l’usage par cette dernière de l’expression « Français de papier ». Sur son compte Twitter, il a déclaré : « Certains s’offusquent de l’expression "Français de papier". Oui, il y a des citoyens français qui ont demandé leur naturalisation et qui disent « Nique la France » tout en touchant les allocations. Qui peut dire que cela n’existe pas ? Stop au déni et à l’hypocrisie. »,